# Syfanoidea schencki
Syfanoidea schencki är en fjärilsart som beskrevs av Max Bartel 1903. Syfanoidea schencki ingår i släktet Syfanoidea och familjen nattflyn. Inga underarter finns listade i Catalogue of Life.